# Andrew Yorke
Andrew Yorke (Mississauga, 20 de diciembre de 1988) es un deportista canadiense que compitió en triatlón. Ganó dos medallas en el Campeonato Panamericano de Triatlón, oro en 2014 y plata en 2016.

## Palmarés internacional
| Campeonato Panamericano | Campeonato Panamericano   | Campeonato Panamericano | Campeonato Panamericano |
| Año                     | Lugar                     | Medalla                 | Prueba                  |
| ----------------------- | ------------------------- | ----------------------- | ----------------------- |
| 2014                    | Sarasota (Estados Unidos) | Medalla de oro          | Relevo mixto            |
| 2016                    | Sarasota (Estados Unidos) | Medalla de plata        | Relevo mixto            |